# Euxè d'Heraclea
Euxè (en llatí Euxenus, en grec antic Εὔξενος) va ser un filòsof pitagòric grec nascut a Heraclea, que fou mestre d'Apol·loni de Tíana. L'esmenta Filòstrat. (Τὰ ἐς τὸν Τυανέα ̓Απολλώνιον. 1.7).